# Vernice raggrinzante
Appartengono alla categoria delle vernici raggrinzanti tutti quei prodotti costituiti da resine organiche, cariche minerali e pigmenti che con l'azione combinata di una fonte di calore e la reazione tra resine ed opportuni catalizzatori danno il tipico effetto "raggrinzato".
Raggrinzato perché al tatto ed alla vista il film di vernice sembra un tessuto stropicciato, leggermente traslucido.
Sono vernici impiegate nel settore dell'automobile e dell'arredamento e possono essere applicate su numerosi materiali diversi come il metallo, la plastica, il legno, vetro.
L'utilizzo di queste vernici risale agli anni venti e trenta per rivestire i cruscotti delle auto.
Riscoperto a metà degli anni cinquanta per verniciare le macchine fotografiche, e più recentemente nei primi anni ottanta nel settore dell'automobile di lusso per verniciare parti di motore.
La vernice raggrinzante è stata ampiamente usata durante e dopo la seconda guerra mondiale sulla quasi totalità delle apparecchiature elettroniche degli apparati di bordo sugli aerei statunitensi, (radio e accessori, piloti automatici etc.). Il colore era sempre nero e da lì è nato il termine "scatola nera", anche se da molto tempo sono di colore arancio.